# 馬康基氏瓊脂

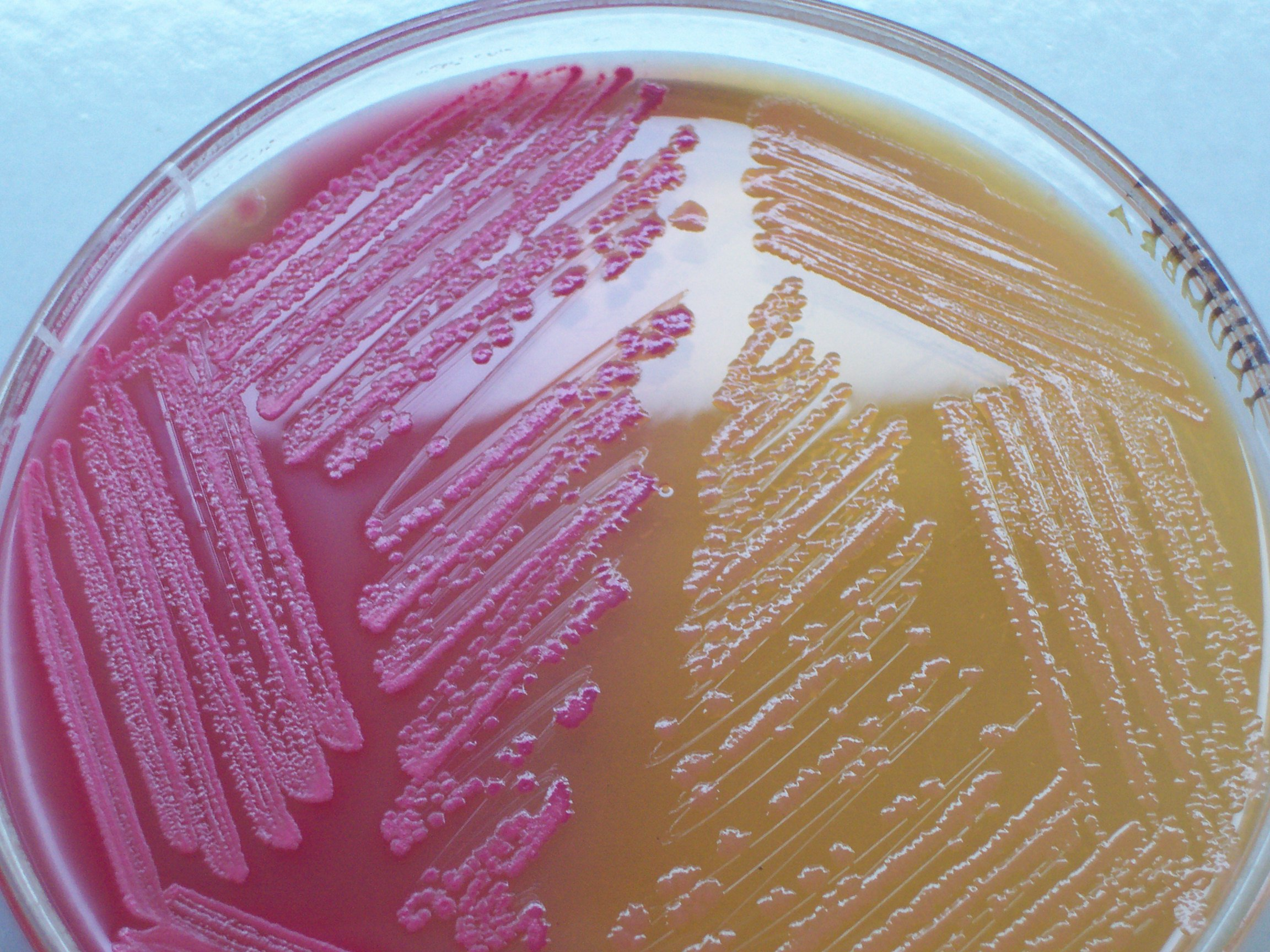
馬康基氏瓊脂乳糖產生(左)和乳糖隱(右)

馬康基氏瓊脂（英文：MacConkey Agar）為一種細菌繁殖營養成分，但只對革蘭氏陰性菌有效，而且由於它的特殊成分(NEUTRAL RED指示劑)，可以辨別會利用乳糖發酵和無法利用乳糖發酵的細菌。
會利用乳糖發酵的細菌在馬康基氏瓊脂上的顏色為紅色，而無法利用乳糖的細菌則呈現黃色。（如圖）
主要顏色差異則在於微生物發酵乳糖產生酸，會導致酸鹼值的差異性，例如大腸桿菌這種可以利用乳糖發酵的細菌在馬康基氏瓊脂上就會是紅色，而他類如 Salmonella 則是黃色。

## 成分
包含膽鹽 (可以抑制大部分的革蘭氏陽性菌) 、結晶紫染色 (可抑制特定革蘭氏陽性菌) 以及中性紅染色 (乳糖發酵後的顯色劑) 。
- Peptone - 17 g
- Proteose peptone - 3 g
- 乳糖 - 10 g
- 膽鹽 - 1.5 g
- 氯化鈉 - 5 g
- 中性紅 - 0.03 g
- 結晶紫 - 0.001 g
- 洋菜膠 - 13.5 g
- 水 - 加到一公升，並調整pH值到7.1 (+/- 0.2)